# KF Trepça

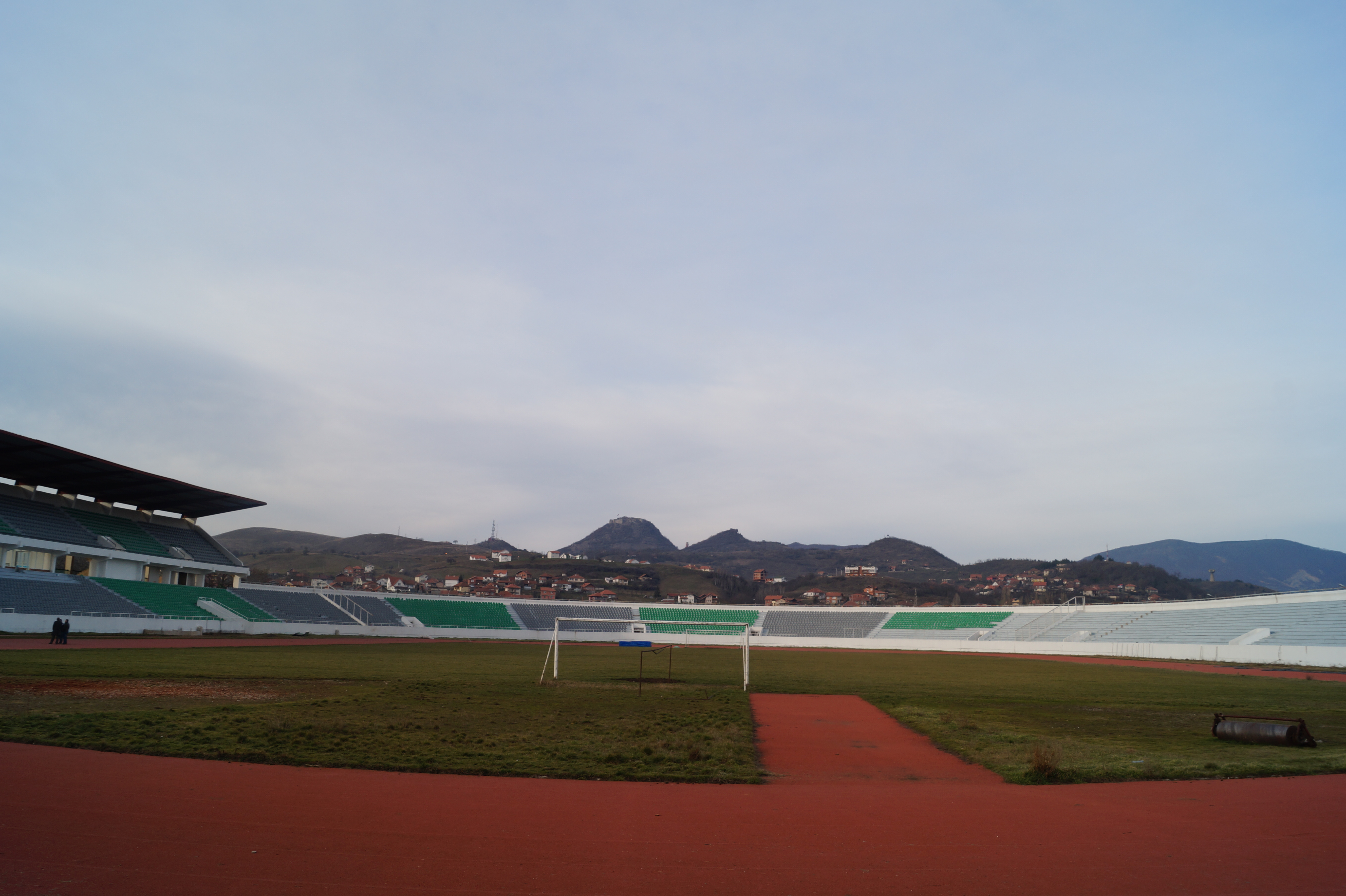
El Olympic Stadium "Adem Jashari".

El KF Trepça es un equipo de fútbol de Kosovo que juega en la Liga e Parë, la segunda división de fútbol en el país. Trepça es uno de los clubes más exitosos del país y siete veces campeón.

## Historia
El club fue fundado en 1932 y lleva el nombre de las Minas de Trepça.
Luego de la Guerra de Kosovo, la ciudad quedó partida a la mitad, los del lado norte eran de origen serbio y los del lado sur de Albania, y esa división de agudizó en el año 2004.

## Estadio
Olympik Stadiumi Adem Jashari es la casa y tiene, con capacidad para 18,200 espectadores, el estadio más grande de Kosovo.

## Palmarés
- Superliga de Kosovo: 7

1946/1947, 1948/1949, 1949/1950, 1951/1952, 1954/1955, 1992/1993, 2009/10
- Liga e Parë: 1

2015/16
- Copa de Kosovo: 1

1991/1992